# Блохин, Константин Никитич
Константи́н Ники́тич Блохин (1888—1919) — российский революционер.

## Биография
Начинал трудовую жизнь в Москве, был «мальчиком» при буфете, приказчиком в мелкой лавочке. Познакомился с марксистской литературой, посещал подпольные кружки. Оборонялся на баррикадах во время декабрьского вооружённого восстания 1905 года. После поражения революции скрывался от преследований в родном селе Рязанской губернии, но жандармы нашли его и заключили в Бутырскую тюрьму. Потом были высылка под надзор полиции и побег, после чего вернулся в Москву, восстановил свои связи с подпольными организациями РСДРП(б), и продолжил революционную деятельность.
Ввиду того что скрываться от охранки становилось трудней, по рекомендации партии уехал в Петербург. В столице он поступил вагоновожатым в Василеостровский трамвайный парк и за месяц освоил новое дело. Здесь сблизился с А. П. Леоновым, И. И. Коняшиным, и с другими большевиками, стал деятельным членом подпольной партийной ячейки. Когда началась Первая мировая война, партийная организация трамвайщиков стремилась по-новому расставить свои силы, чтобы охватить большевистским влиянием работников всех служб и предприятий транспорта. По рекомендации ячейки РСДРП(б) перевёлся в Петроградский трамвайный парк, где также вёл активную революционную работу, разъяснял трамвайщикам позицию ленинской партии, руководил забастовками, выполнял многочисленные поручения районного и городского комитетов РСДРП(б).
Авторитет его рос, вскоре он стал одним из признанных вожаков трудящихся Петроградской стороны. В 1916-1917 годах член последнего подпольного партийного комитета большевиков. 2 января 1917 на нелегальном заседании большевиков за Нарвской заставой он был вновь арестован и заключен в знаменитые «Кресты», откуда его освободила Февральская революция. Возглавил центральный комитет профсоюза городских рабочих и служащих. Комитет разместился в небольшой комнате на третьем этаже административного здания Петроградского трамвайного парка, сейчас в этом доме № 24 по Большой Посадской улице находится управление трамвайного парка имени К. Н. Блохина.
В дни подготовки и проведения Октябрьской революции организовывал отряды Красной гвардии, входил в районный штаб по руководству восстанием. Погиб во время обороны Одессы, когда деникинцы захватили его тяжело раненным. После жестоких пыток они вывезли К. Н. Блохина вместе с другими захваченными большевиками на барже в Чёрное море и там расстреляли.

## Адрес
В 1917 проживал на квартире № 61 в доме № 13 по Большой Посадской улице в Петрограде.

## Память
- Улица Блохина в Ленинграде.[2]
- Улица Блохина в Луховицах.
- Трамвайный парк № 3 имени К. Н. Блохина в Ленинграде.[3]